# Gare de Beauvilliers
La gare de Beauvilliers est une ancienne gare ferroviaire française de la ligne de Brétigny à La Membrolle-sur-Choisille. Elle est située sur le territoire de la commune de Beauvilliers, dans le département d'Eure-et-Loir, en région Centre-Val de Loire.

## Situation ferroviaire
Établie à 146 mètres d'altitude, la gare de Beauvilliers est située au point kilométrique (PK) 95,617 de la ligne de Brétigny à La Membrolle-sur-Choisille, entre les gares ouvertes d'Auneau et de Voves,.

## Service des voyageurs
La gare est fermée au service voyageurs.

## Service des marchandises
Cette gare est fermée au service fret.